# Gerhard Wülker
Gerhard Konrad Wülker (Lipsia, 5 novembre 1885 – 1930) è stato uno zoologo tedesco.

## Biografia
Gerhard Wülker era figlio del professore universitario e studioso inglese di Lipsia Richard Wülker (1845-1910) e di sua moglie Gertrud Lange, figlia del filologo Ludwig Lange.
Frequentò il König-Albert-Gymnasium da fine settembre 1895 a Pasqua 1904, dove si diplomò, e poi studiò scienze naturali presso le università di Lipsia, Heidelberg e Kiel. A partire dal 1910 pubblicò ricerche sui cefalopodi e successivamente anche su insetti e nematodi.
Il nome scientifico del cefalopode Grimpoteuthis wuelkeri è un omaggio al suo apporto in ambito scientifico.

## Opere
- Nematodes. Fadenwürmer. Biologie der Tiere Deutschlands. Vol. 8, Verlag Gebrüder Borntr, Berlin 1924
- Leitfaden zur Untersuchung der tierischen Parasiten des Menschen und der Haustiere : Zugl. Neuaufl. d. gleichnamigen Leitfadens v. Braun u. Lühe / Eduard Reichenow. Kabitzsch, Leipzig 1929

### Pubblicazioni
- Über Japanische Cephalopoden. Beiträge zur Kenntnis der Systematik und Anatomie der Dibranchiaten. Abhandlungen der mathematisch-physikalischen Klasse der Koeniglich Bayerischen Akademie der Wissenschaften, 3(Suppl. 1):1-77. 1910.
- Cephalopoden der Aru- und Kei-Inseln. Anhang: Revision der Gattung Sepioteuthis. Abhandlungen der Senckenbergischen Naturforschenden Gesellschaft, Band 34,451-488 (1913)
- Über Cephalopoden des Roten Meeres. Senckenbergiana, 2(1):48-58. 1920.
- Über Fortpflanzung und Entwicklung von Allantonema und verwandten Nematoden. Ergebn. Fortschr. d. Zool. 5, 389-507, 1923.
- Zur Kenntnis der Stachelbeerblattwespen. Z. angew. Entomol. 13:419-450, 1928
- Der Wirtswechsel der parasitischen Nematoden von Meeresfischen. Verh. Dtsch. Zool. Ges. 33:147-157. 1929
- Die Entstehung der Parasitismus bei den Nematoden. Arch. Schiffs- und Tropenhygiene 33, 188-200. 1929
- Über Nematoden aus Nordseetieren. Zool. Anz. 87:293-302 und 88:1-16. 1930

| Wülker è l'abbreviazione standard utilizzata per le specie animali descritte da Gerhard Wülker. Categoria:Taxa classificati da Gerhard Wülker |